# Teatro Music Box

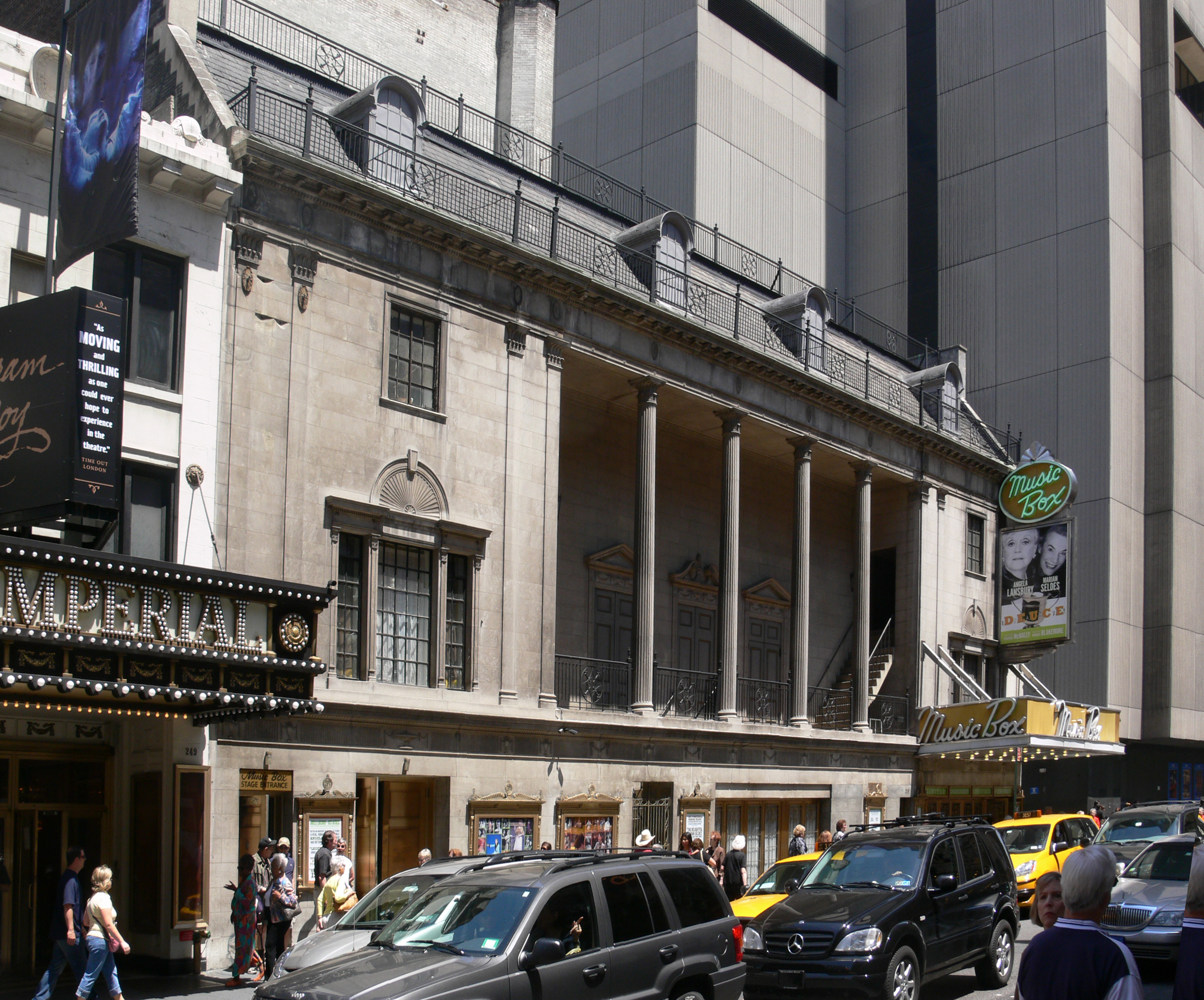
Vista da fachada do teatro.

Music Box Theatre é um teatro localizado na Broadway, 239 West 45th Street (George Abbott Way), Manhattan, Nova York, Estados Unidos. Foi planejado pelo arquiteto C. Howard Crane e construído pelo compositor Irving Berlin e pelo produtor de teatro Sam H. Harris em 1921, especificamente para hospedar o teatro de revista criado por Berlin, Music Box Revue, o que fez por quatro anos sempre com nova programação anual. Sua primeira peça dramática, Cradle Snatchers, foi encenada em 1925 estrelada por Humphrey Bogart.[carece de fontes?]
O teatro é um dos menores da Broadway, com 1009 lugares sentados, e atualmente pertence à Shubert Organization, proprietária da maioria dos teatros de Manhattan.